# Passage des Taillandiers
Le passage des Taillandiers est une voie du 11e arrondissement de Paris, en France.

## Situation et accès
Le passage des Taillandiers est situé dans le 11e arrondissement de Paris. Il débute au 8, passage Thiéré et se termine au 7, rue des Taillandiers.

## Origine du nom
Elle porte ce nom parce que cette voie donne dans la rue des Taillandiers qui était habitée par un grand nombre de taillandiers.

## Historique
En 1933, le Conseil municipal de la Ville de Paris délibère : « Les voies privées suivantes : passages Courtois, Alexandrine, cour Debille, passages Rauch et des Taillandiers, seront classées comme voies publiques dans le plus bref délai possible. »
Cette voie est classée dans la voirie parisienne par un arrêté du 5 octobre 1967.

## Bâtiments remarquables et lieux de mémoire
Le passage des Taillandiers est tout à fait reconnaissable dans le film de Cédric Klapisch, Chacun cherche son chat, tourné notamment dans le quartier de la Bastille.